# Dieter Kränzlein

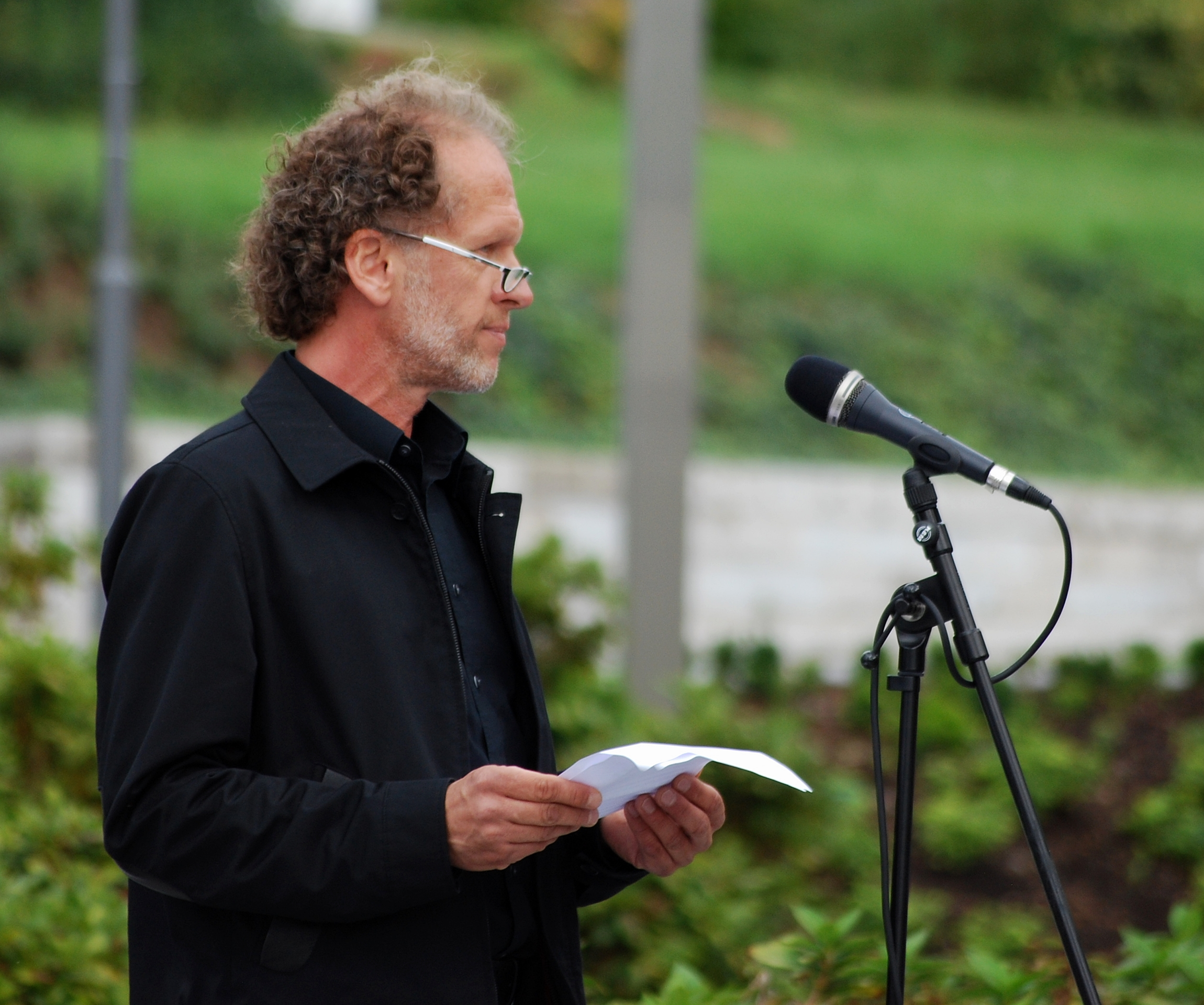
Dieter Kränzlein während seiner Rede zur Einweihung seiner Skulptur in Neckarwestheim (15. September 2013)

Dieter Kränzlein (* 8. Februar 1962 in Stuttgart) ist ein deutscher Bildhauer.

## Leben und Werk
Dieter Kränzlein machte zwischen 1982 und 1985 eine Ausbildung zum Steinbildhauer, er war Schüler von Franz Dakáy.
Seither hatte er Ausstellungen in Deutschland, der Schweiz, Frankreich und Kanada. Er lebt in Bietigheim-Bissingen.
Kränzlein arbeitet vornehmlich mit Muschelkalk aus Moos bei Würzburg und mit grobkristallinem Marmor aus Norwegen. Mit genau gesetzten Einschnitten, Einkerbungen Schichtungen und Fräsungen lässt er dynamische, strukturierte Skulpturen entstehen. Der Stein erscheint so nicht mehr statisch, sondern kommt in Bewegung und die typischen Attribute des Materials Steins „hart und schwer“ lösen sich auf. In den Werken von Dieter Kränzlein ist die durch das Material hervorgerufene imaginäre Kraft zentral. Durch sich wiederholende Raster und Strukturen auf den Muschelkalksteinen wird in den Arbeiten eine lineare und zeichnerische Qualität besonders hervorgehoben, so dass das Trägermaterial dem Betrachter leicht und schwebend erscheint.

## Werke in privaten und öffentlichen Sammlungen (Auswahl)

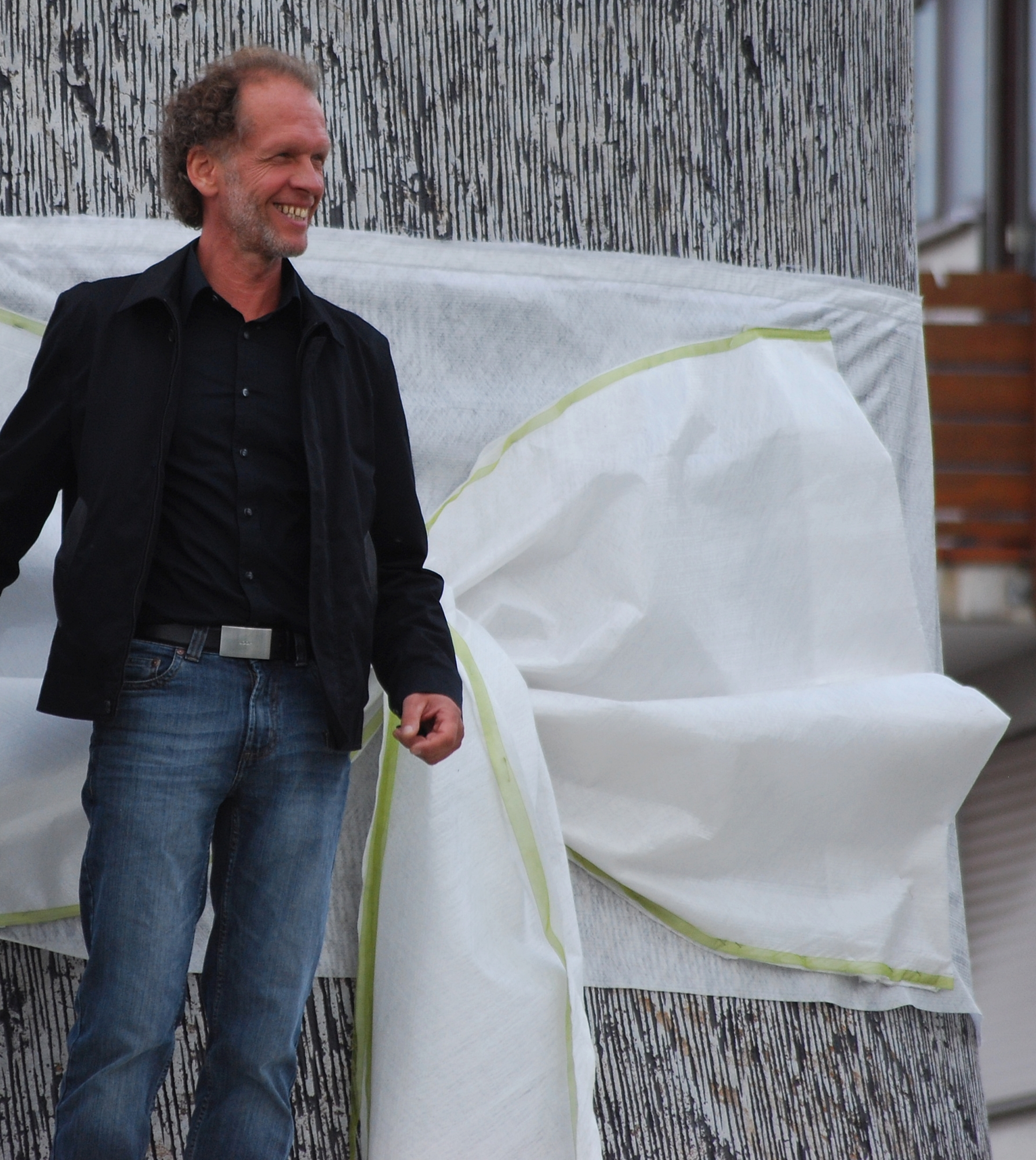
Dieter Kränzlein vor seiner 4,30 m hohen Skulptur aus Muschelkalk im Kreisverkehr an der Ortseinfahrt von Neckarwestheim (5. September 2013)

- Sammlung Gordon Gilkey im Portland Museum of Art, Portland (Oregon)
- Sammlung Landesbank Baden-Württemberg, Stuttgart
- Städtische Galerie Bietigheim-Bissingen
- Stadt Herrenberg (Rathaus)
- Landkreis Böblingen (Landratsamt)
- Landkreis Ludwigsburg (Neubau Landratsamt)
- Kunstsammlung im Regierungspräsidium, Stuttgart
- Kunstsammlung der Kreissparkasse Ludwigsburg
- Kunstsammlungen der Volksbanken Herrenberg und Ludwigsburg
- Stadt Marbach, freistehende Muschelkalk-Skulptur auf der Schillerhöhe
- Sammlung Biedermann, Museum Art.Plus, Donaueschingen
- Sammlung Schöss, Bochum

## Publikationen (Auswahl)
- Alfred M. W. Schürmann: Skulpturen in Filderstadt, hrsg. vom Schul-, Kultur- und Sportamt Filderstadt, 1990.
- Idee – Werk, hrsg. von der Künstlergilde Esslingen, gedruckt mit Unterstützung des Bundesministeriums des Innern Deutschland, 1994.
- Skulptur, hrsg. vom Bund freischaffender Bildhauer Baden-Württemberg; Redaktion R. von Ostrowski (Regierungspräsidium Karlsruhe), 1996.
- Kunst zum Gucken, in: Foyer. Kulturvielfalt im Ruhrgebiet, Ausgabe 11/99, hrsg. von Bernd Siepmann, Essen 1999, S. 31.
- Torsten Kohlbrei: Kunst und Material, in: k + m Magazin, Ausgabe 2/99, Westerweide Verlag, Witten 1999, S. 72/73.
- Gallery Exhibitions. Ausstellungsführer der Stadt Portland, Ausgabe 09/01, Portland (Oregon) 2001, S. 11.
- art.communication.structure. Katalog zur Ausstellungsreihe Essen-Ludwigsburg-Portland, Portland (Oregon) 2001.
- Michael Kessler, Wolfgang Urban (Hrsg.): Heilige Kunst: Lebensspuren. Katalog (= Heilige Kunst. Band 34). Schwabenverlag, Ostfildern 2004, ISBN 3-7966-1184-2, S. 94/95.
- Jörg Palitzsch: Wie Kunst Widerstand wird – Stationen – Gedankenformen – Entwicklungsprozesse, in: LogBuch, Peter Valentin Verlag, Ludwigsburg 2004, S. 36–41, ISBN 3-932290-41-0.
- Wandarbeiten und Skulpturen Dieter Kränzlein. Katalog, Begleittext von Beate Ermacora und Torsten Obrist, Edition Beck,  S. 36–41.
- Manfred Bornemann: Dieter Kränzlein, in: Tobias-Mayer-Jahr. Schriftenreihe des Tobias-Mayer-Vereins e. V., hrsg. von Armin Hüttermann, Band 1, 2012, S. 12–13.